# Le Chant du bourreau
Le Chant du bourreau (titre original : The Executioner's Song) est un roman de l'écrivain américain Norman Mailer, publié en 1979, et inspiré de la vie et des témoignages de proches de Gary Gilmore. Il fut récompensé par le prix Pulitzer 1980.

## Personnages
- Gary Gilmore, reconnu coupable de deux meurtres et condamné à mort.
- Vern Damico, oncle de Gary
- Ron Stanger, avocat de Gary
- Robert Moody, avocat de Gary
- Sam Smith, directeur de la prison où est incarcéré Gary
- Lawrence Schiller, agent littéraire et cinéaste intéressé par l'affaire

## Résumé
Gary Gilmore, issu d'un milieu de confession mormone, est reconnu coupable de deux meurtres et condamné à mort. Après sa condamnation, il refuse de faire appel. L'Utah vient alors de rétablir la peine de mort. Dans cet état des États-Unis, les condamnés ont alors le choix entre la pendaison et le peloton d'exécution. Gilmore choisit la seconde option et c'est ainsi que, le 17 janvier 1977, Gilmore, premier condamné exécuté aux États-Unis depuis 1967, tombe sous les tirs de cinq hommes. Bien que l'un d'eux soit censé n'avoir dans son chargeur qu'une balle à blanc, le rapport d'autopsie relèvera cinq impacts de balle sur le corps du supplicié.

## Analyse
Le roman de Mailer, s'inscrivant dans le courant du nouveau journalisme, dit New Journalism, appliquant au récit journalistique des techniques de la fiction littéraire, est très documenté. Il retrace toute l'affaire Gilmore, depuis la sortie de prison de ce dernier, après divers menus larcins, jusqu'au double meurtre qui lui vaudra sa condamnation à mort. Le Chant du bourreau – traduction de l'anglais The Executioner's Song – peut ainsi être lu comme une étude sociale de l'Amérique profonde.

## Controverse
Le Chant du bourreau fit scandale à sa publication, accusé d'inciter à la débauche. Si Mailer narre plusieurs scènes de sexe - mais jamais très crues - il ponctue le discours de « l'antihéros » d'argot et à travers son quotidien et celui de ses proches, mêle dans le premier tiers du roman la vulgarité à l'amour : le héros enchaîne les partenaires, mais reste naïf devant les sentiments jusqu'à tomber amoureux, et même au respect de la cousine Brenda, attirée par la fougue de Gary et qui le supporte seule du début à la fin telle la tante prolétaire de Fabrice Del Dongo dans La Chartreuse de Parme. Gary d'ailleurs commettra l'horreur après avoir été déchiré par la rupture de sa conquête la plus stable, Nicole Baker, une pauvre fille perdue, baladant ses deux enfants de couche en couche d'hommes avides de son corps. 

## Adaptation
- Le Chant du bourreau (The Executioner’s Song) : téléfilm américain réalisé par Lawrence Schiller et diffusé en 1982.
- Le film Cremaster 2 (1999) de l'artiste américain Matthew Barney s'appuie librement sur la vie de Gary Gilmore et le roman de Norman Mailer. L'écrivain lui-même y incarne le magicien et illusionniste Harry Houdini.